# Kolíňany
Kolíňany (Hongaars: Kolon) is een Slowaakse gemeente in de regio Nitra, en maakt deel uit van het district Nitra.
Kolíňany telt 1.531 inwoners. De meerderheid van de bevolking maakt onderdeel uit van de Hongaarse minderheid in Slowakije.
De gemeente maakt onderdeel uit van de Hongaarse enclave Zoboralja.